# 上陽賦〜運命の王妃〜
『上陽賦〜運命の王妃〜』（じょうようふ うんめいのおうひ、原題：中国語: 上阳赋）は、2021年の中国のテレビドラマ。製作は2018年。

## 概要
架空の古代中国を舞台とした史劇風時代劇。映画にしか出演していなかった女優チャン・ツィイーの初の連続ドラマ出演作である。原作は寐語者（メイユージョー）の小説『帝王業』。全68話。
日本では2021年9月からWOWOWで放送され、2022年4月にDVD化された。また2022年8月からNHK-BSプレミアムで60分・全43回の日本語吹き替え版が放送された。

## あらすじ
皇室は腐敗し、貴族は浪費にあけくれ、民の生死は省みられない乱世。 王女の王儇（チャン・ツィイー）と彼女の初恋の王子・馬子澹（トニー・ヤン）は幼なじみだったが、「お前を得る者は世界を制する」という予言がきっかけで、彼女は宮廷闘争と父親・王藺（ユー・ホーウェイ）の駒になってゆく。 貧しい豫章王・蕭綦（ジョウ・イーウェイ）と婚礼の夜、蕭綦は都から放逐される。王儇は恥をかかされたと気持ちが冷え切ってしまう。賀蘭箴（ユアン・ホン）は王儇さらって蕭綦を探し出し報復しようとする。夫婦二人の因縁はついに愛をはぐくむ。王儇は蕭綦の、天下の民を守り天下泰平を願う気持ちに感動する。二人は王家と、謝家の二つ派閥の権力闘争や、太后の罠により夫婦は生き別れになるが、 二人は苦難の末に再会し、反乱軍を一掃し、国境での賀蘭箴の反乱を鎮圧する。 反乱軍の将軍が反乱を起こしたとき、王儇は王位を奪うつもりのなかった馬子澹を北京から必死に護衛し、彼を安全に連れ帰った。 王儇は軍隊を率いて城を守り、死を免れ、最後に国境にしっかりと立ち、蕭綦は混戦を鎮め急いで戻った。 ようやく、夫と妻は手を取り合って新しい時代を作り、一緒に国の人々を守りぬいた。

## 出演
- 王儇（おうけん）：チャン・ツィイー
- 蕭綦（しょうき）：ジョウ・イーウェイ
- 王藺（おうせん）：ユー・ホーウェイ
- 第3皇子・馬子澹（ばしたん）：トニー・ヤン
- 賀蘭箴（がらんしん）：ユアン・ホン
- 晋敏長公主・馬瑾若（ばきんじゃく）：アンジー・チウ
- 王夙（おうしゅく）：ジア・イーピン
- 謝貴妃（しゃきひ）：カラ・ワイ
- 皇帝・馬曜（ばよう）：ジァン・カイ
- 王（おう）皇后：シー・クー
- 皇太子・馬子隆（ばしりゅう）：グオ・ジャーミン
- 第2皇子・馬子律（ばしりつ）：プー・バージャー
- 謝宛如（しゃえんじょ）：ズオ・シャオチン
- 蘇錦児（そきんじ）：リュウ・イー
- 宋懐恩（そうかいおん）：リウ・ドアンドアン
- 胡瑶（こよう）：ハイ・リン

## スタッフ
- 監督：ホウ・ヨン
- 脚本：ルオ・ソン

## 関連商品
- チャン・ツィイー主演『上陽賦〜運命の王妃〜』公式ガイドブック 上巻（ぴあMOOK、2022年3月31日）
- チャン・ツィイー主演『上陽賦〜運命の王妃〜』公式ガイドブック 下巻（ぴあMOOK、2022年8月22日）